# Jaguar I-Pace
La Jaguar I-Pace (nome in codice "X761") è un SUV prodotto dalla casa automobilistica inglese Jaguar dal 2018. È inoltre il primo modello totalmente elettrico di serie ad essere costruito dalla Jaguar nella classe degli Sport Utility Vehicle. Nel 2019 è stata insignita del titolo di Auto dell'anno.

## Presentazione

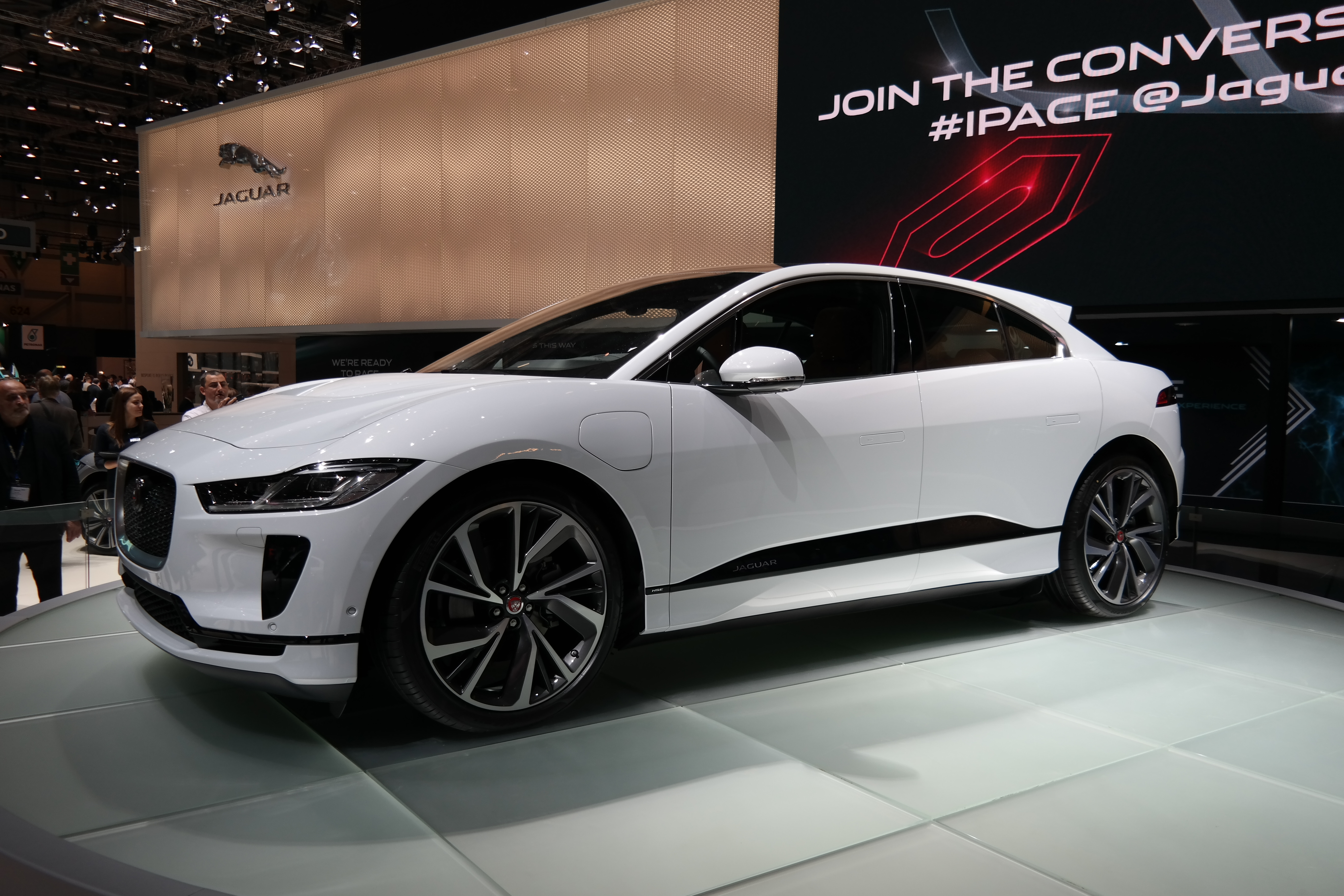
La Jaguar I-Pace al Salone dell'automobile di Ginevra del 2018

Una prima concept car è stata presentata al Salone dell'automobile di Los Angeles nel novembre 2016.
L'anteprima pubblica si è tenuta invece il 6 marzo 2018 al Salone dell'automobile di Ginevra.
La produzione viene commissionata alla Magna Steyr presso lo stabilimento di Graz in Austria. 
Nel 2018 è stata annunciata una collaborazione con Waymo con 20.000 veicoli I-Pace utilizzati come piattaforma per auto a guida autonoma.

## Profilo e caratteristiche

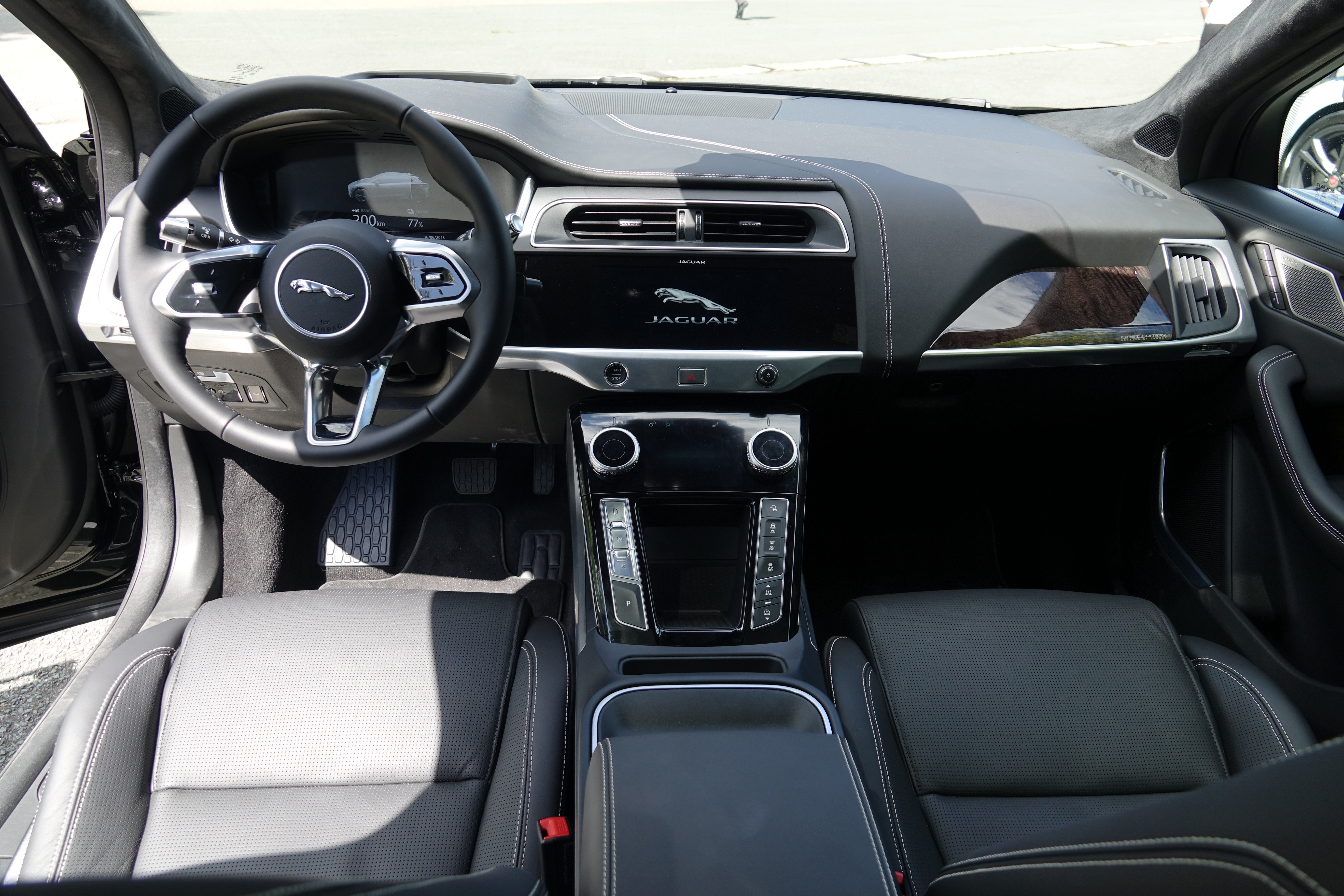
Interni

L'I-Pace è stata progettata dal designer Ian Callum. Alcuni sistemi elettronici di guida derivano direttamente da quelli utilizzati nelle auto della Formula E, mentre i motori concentrici sono stati sviluppati dall'ingegnere Alex Michaelides.
Gli interni presentano soluzioni tecnologiche come il display centrale touch-screen con possibilità di connessione ad internet e funzione "Split-View" e strumentazione digitale. Sono disponibili varie tipologie di sedili, rivestiti con diversi pellami o tessuti tecnici sportivi, inserti in alluminio o legno, plancia rivestita in pelle e parte superiore dell'abitacolo in microfibra.

### Meccanica e motori
La trazione è integrale, sviluppata in collaborazione con Land Rover, e gestita dai sensori di bordo che distribuiscono la coppia a seconda delle necessità e del tipo di fondo, ottimizzandola anche su asciutto in curva. È disponibile anche un sistema che adatta la risposta e l'assetto della vettura al tipo di fondo stradale, simile al "Terrain Response" dei modelli Land Rover.
Per quanto riguarda il propulsore, la I-Pace è proposta in un'unica versione dotata di due motori elettrici sincroni a magneti permanenti integrati con l'assale anteriore e posteriore, in grado di sviluppare 200 CV ognuno per un totale di 400 CV complessivi e 696 Nm di coppia motrice.

### Ricarica e batteria
Jaguar I-Pace utilizza una batteria agli ioni di litio da 90 kWh. La versione fino al 2021, può essere ricaricata in corrente alternata monofase a 230V, mentre la versione successiva può essere ricaricata a corrente alternata trifase a 400V, oppure entrambe in corrente continua. Nella prima versione, il caricatore di bordo alimentato in corrente alternata raggiunge al massimo 7,4 kW (32A 230V), mentre nella seconda versione raggiunge al massimo 11,0 kW (16A 400V). Nel caso di ricarica in corrente continua, si può sfruttare il connettore CCS Combo 2 fino a 104 kW. I tempi per una ricarica completa, variano a seconda della carica scelta, da 39 ore con il caricatore casalingo da 10A 230V (2,3 kW), o circa 12 ore con un caricatore o Wall-Box da 32A 230V (solo per la prima versione), a circa 8 ore con un caricatore o Wall-Box da 16A 400V (solo per le nuove versioni dal 2021 in poi), a meno di un'ora raggiungendo i 104 kW teorici di un caricatore DC.